# Sønnøya
Sønnøya est une île norvégienne du comté de Hordaland appartenant administrativement à Bømlo.

## Description
Rocheuse et désertique, elle s'étend sur environ 304 m de longueur pour une largeur approximative de 182 m. 